# 巴州区
巴州区是中国四川省东北部巴中市所辖的一个市辖区，位于米仓山南麓，是一个以农业为主的山丘行政区。巴州总面积2566平方公里，总人口约136万。古称汉昌县、巴州、巴县、化城县，是巴州州治，后置为巴中县，2000年巴中成立地级市后为巴州区，是巴中市政府驻地。2013年巴州区析置恩阳区。
巴州区城区有“九井十八街”的说法。经过城市发展，“九井十八街”现在只剩下文星街、白马井和观音井。

## 历史文化
巴州古属梁州，东汉置县，北魏设巴州，是四川首批历史文化名城。全国重点文物保护单位—南龛摩崖造像有举世唯一的双头佛像。近代著名平民教育家晏阳初即诞生于此。

## 行政区划
巴州区下辖9个街道办事处、14个镇、2个乡：
东城街道、西城街道、回风街道、江北街道、宕梁街道、玉堂街道、兴文街道、奇章街道、时新街道、大茅坪镇、清江镇、水宁寺镇、化成镇、曾口镇、梁永镇、三江镇、鼎山镇、大罗镇、枣林镇、平梁镇、光辉镇、凤溪镇、天马山镇、大和乡和白庙乡。

## 文物保护单位
全国重点文物保护单位3处：巴中石窟（包括南龛摩崖造像、北龛摩崖造像、西龛摩崖造像、水宁寺摩崖造像）、石门寺摩崖造像、巴中红军石刻标语群（包括铜岭碑红军石刻标语、马家河红军石刻标语、禹王宫红军石刻标语、卡门坡红军石刻标语、回龙寨红军石刻标语、锅口垭红军石刻标语）。
省级文物保护单位13处：巴州凌云塔、平梁城遗址、巴州龙门山石窟、川陕省总工会旧址、回风亭、巴州奎星阁、雷辅天将军墓、巴中特别市苏维埃旧址、川陕省苏维埃政府旧址、柳岗坪翰林院、杀牛坪战斗遗址、中共川陕省委旧址、中共川北地下党组织活动旧址群。
另有市级文物保护单位15处，县（区）级文物保护单位26处。

## 特产
巴州川明参：中国地理标志产品。